# Coccodontidae
De Coccodontidae zijn een familie van uitgestorven pycnodontide vissen die leefden tijdens het Vroeg-Cenomanien. De verschillende geslachten hadden massieve, gebogen stekels.
De familie bestaat uit vijf geslachten, het typegeslacht Coccodus, Paracoccodus die werd afgesplitst van Coccodus, de nieuw beschreven Corusichthys, de seksueel dimorfe Hensodon en Trewavasia. Ichthyoceros werd ooit in Coccodontidae geplaatst, maar werd toen met Trewavasia naar de Trewavasiidae verplaatst en vervolgens, in 2014, in de verwante pycnodontide familie Gladiopycnodontidae geplaatst, terwijl Trewavasia werd teruggeplaatst in Coccodontidae.
De coccodontidae vormen samen met Gladiopycnodontidae en de oppervlakkige garnaalachtige Gebrayelichthyidae de pycnodontide superfamilie Coccodontoidea.